# 水野忠啓
水野 忠啓（みずの ただあき）は、江戸時代末期の紀伊新宮藩（紀州藩附家老）第8代藩主。

## 生涯
寛政7年（1795年）11月11日、紀伊新宮藩世嗣・水野範明の長男として生まれる。幼名は藤四郎。
文化3年（1806年）2月15日、父・範明の死去により、祖父・忠実の嫡孫となる。文化9年（1812年）9月15日、第11代将軍・徳川家斉に拝謁し、同年12月15日には従五位下・対馬守に叙任する。文政5年（1822年）4月25日、祖父・忠実が死去し、同年6月5日に家督を継いだ。
天保6年（1835年）8月16日、長男の忠央に家督を譲って隠居し、嘉永元年（1848年）10月6日に死去した。享年54（満52歳没）。

## 系譜
- 父：水野範明
- 母：松平正温の娘
- 正室：松平資承の十女
- 息子
  - 水野忠央（長男）
  - 高力忠通（次男、高力直行養子のち離縁）
  - 天野正猷（三男、天野正氏養子）
  - 水野勝夫（四男、水野岩之丞養子）
  - 水野忠制（五男）
  - 飯田恒守（六男）
  - 水野忠敦
  - 佐橋雅佳
  - 村上常蔵
  - （早世4人）
- 娘
  - 進（さき、長井昌文室）
  - 千恵（青山幸敏室）
  - 晟（ひで、有田元教室）
  - 遐（はる、水野重教室のち新見正興室、忠央養女）
  - 喜美子（増山正同室）
  - お琴（妙音院）（徳川家慶側室、杉重明養女）
  - 某女（平岡道弘室、薬師寺元真養女）
  - 某女（薬師寺元真養女）
  - 某女（石川安行室）
  - 某女（草加宗茂養女）
  - 某女（永井直文室）
  - （早世6人）